# Gao Šingdžjan
Gao Šingdžjan, kitajski izseljenski pisatelj, dramatik in kritik, ki je leta 2000 prejel Nobelovo nagrado za književnost "za oeuvre z univerzalno veljavnostjo, grenkimi spoznanji in iznajdljivim jezikom.", * 4. januar 1940, Ganšjan, Kitajska
Znan je tudi kot prevajalec (Samuel Beckett in Eugène Ionesco sta med njegovimi avtorji), scenarist, gledališki režiser in proslavljen slikar. Leta 1998 je Gao dobil francosko državljanstvo.
Gaova drama je po naravi absurdna in za njegovo rodno Kitajsko avantgardna.Njegova prozna dela na Kitajskem cenijo manj kot pa v Evropi in na Zahodu.